# Tabularium
Tabularium (af lat. tabula 'tavle, bræt') er et arkiv. Særlig er det
navnet på arkivet i Rom, hvoraf der endnu er
bevaret betydelige rester ved nordvestsiden
af Forum Romanum under senatorpaladset.
- Det indre af Tabularium
- Indvendigt galleri
- Interiør